# Stefano R. Moshi
Stefano Ruben Moshi (* 6. Mai 1906 in Mamba-Kotela, Distrikt Moshi; † 14. August 1976 in Nairobi) war ein evangelisch-lutherischer Theologe und Leitender Bischof der Evangelisch-lutherischen Kirche in Tansania (ELCT).

## Leben
Moshi wurde als Sohn christlicher Eltern im Norden des damaligen Deutsch-Ostafrika geboren. Sein Vater Ruben Moshi war der erste einheimische Missionar der Leipziger Mission. Nach dem Ersten Weltkrieg besuchte er bis 1922 die Grundschule in Kotela und arbeitete anschließend an verschiedenen Schulen als Lehrer. Von 1926 bis 1932 absolvierte er das Marangu Teacher Training College, an dem er danach selbst als Dozent unterrichtete. 1947 schrieb er sich am Theologischen Seminar in Lwandai ein und wurde 1949 als Pastor ordiniert. Bis 1955 war er wieder Dozent am Marangu Teacher Training College und versah zugleich die Pfarrstelle in der Gemeinde Mamba. 1952 absolvierte er ein halbjähriges Studium am Lutheran Bible Institute in Minneapolis. Vom 25. Juli bis zum 3. August desselben Jahres nahm er am Vollkongress des Lutherischen Weltbundes in Hannover teil. 
1955 wurde Moshi dem Präsidenten der Lutheran Church of Northern Tanganyika zur Unterstützung beigegeben und 1956 zum Vizepräsidenten gewählt. 1958 wurde er zum ersten afrikanischen Präsidenten dieser Kirche, der späteren nördlichen Diözese der Evangelisch-Lutherischen Kirche in Tansania, gewählt. 1961 beschloss die Synode die Einführung des Bischofstitels.
Am 17. Mai 1964 wurde er durch den Leitenden Bischof der Vereinigten Evangelisch-Lutherischen Kirche in Deutschland, Hanns Lilje, als Bischof auf Lebenszeit der nördlichen Diözese eingeführt. Moshi gehörte von 1963 bis 1970 dem Exekutivkomitee des Lutherischen Weltbundes an und war zeitweise einer seiner Vizepräsidenten. Ebenfalls 1963 wurde er einer der Präsidenten der All Africa Conference of Churches. Von 1965 bis 1976 war er Vorsitzender des Nationalen Christenrates.
1968 wurde er zum leitenden Bischof der Evangelisch-Lutherischen Kirche in Tansania ernannt. Moshi pflegte enge Beziehungen zu Kirchen und Missionsgesellschaften in Deutschland, das er mehrfach besuchte. Im September 1975 nahm er an der Amtseinführung des bayerischen Landesbischofs Johannes Hanselmann in Nürnberg teil. Im Juni 1976 unternahm er seine letzten Reise in die Bundesrepublik und starb wenig später im Hospital Mater Misericordiae in Nairobi. Beigesetzt wurde er auf dem Friedhof seiner Heimatgemeinde Mamba-Kotela.